# کانزاس سیتی (فیلم)
| بررسی انتقادی | بررسی انتقادی |
| منبع          | رتبه‌بندی      |
| ------------- | ------------- |
| آل‌میوزیک      | [ ۱ ]         |

کانزاس سیتی (انگلیسی: Kansas City) یک فیلم جنایی و درام به کارگردانی رابرت آلتمن است که در سال ۱۹۹۶ منتشر شد. این فیلم در جشنواره فیلم کن ۱۹۹۶ به‌نمایش درآمد.

## بازیگران
- جنیفر جیسن لی
- میراندا ریچاردسون
- هری بلافونته
- استیو بوشمی
- مایکل مورفی
- درموت مالرونی
- بروک اسمیت
- جین آدامز
- جاشوآ ردمن
- جیمز کارتر
- مایکل ماریسی اورنستاین